# بيتر توروك
بيتر توروك (بالمجرية: Török Péter)‏ هو لاعب كرة قدم مجري في مركز الدفاع، ولد في 18 أبريل 1951 في بودابست في المجر، وتوفي بنفس المكان في 20 سبتمبر 1987. شارك مع منتخب المجر لكرة القدم. أما مع النوادي، فقد لعب مع ريكرياتيفو ونادي فاساس.

## وصلات خارجية
- بيتر توروك على موقع الاتحاد الدولي (مؤرشف)  (الإنجليزية)
- بيتر توروك على موقع قاعدة بيانات كرة القدم.إي يو (الإنجليزية)
- بيتر توروك على موقع ناشيونال فوتبول تيمز (الإنجليزية)
- بيتر توروك على موقع عالم كرة القدم.نت (الإنجليزية)